# Comuns Sumar
Comuns Sumar és una coalició electoral formada per Catalunya en Comú, Barcelona en Comú i Moviment Sumar que va néixer el 26 de març de 2024 amb l'objectiu de presentar-se a les eleccions al Parlament de Catalunya de 2024. La seva cap de llista és Jéssica Albiach.
La candidatura va obtenir 180.528 vots, el 5,81% i 6 escons, dos menys dels que va obtenir En Comú Podem-Podem en Comú a les eleccions al Parlament de Catalunya de 2021. El 30 de juliol va arribar a un acord de governabilitat el Partit dels Socialistes de Catalunya (PSC) per investir al socialista Salvador Illa i Roca com a President de la Generalitat de Catalunya.
| Eleccions al Parlament de Catalunya |                 |         |       |      |     |         |     |          |
| Eleccions                           | Líder           | Vots    | %     | Pos. | +/- | Escons  | +/- | Govern   |
| 2024                                | Jéssica Albiach | 180.528 | 5,81% | 6    |     | 6 / 135 | 2   | Oposició |